# Place de la République (Nancy)
Pour les articles homonymes, voir Place de la République.
La place de la République est une voie de la commune française de Nancy.

## Situation et accès
La voie est délimitée par l'avenue Foch et la ligne du tramway au nord, les emprises SNCF et la direction centrale de la Banque Kolb à l'ouest, le Palais des congrès de Nancy (ancien centre de tri postal) au sud et le boulevard Joffre à l'est.
 (février 2014).
La place a été aménagée comme pôle multimodal dans le cadre du projet de TCSP du Grand Nancy. En effet, la place constitue un important pôle de correspondances entre le réseau de transports urbain Stan (tramway T1, bus 121, 122-126, 123, 124, 128, 130 et 138), le réseau de transports suburbains et les transports interurbains TED et cela à proximité immédiate de la gare de Nancy desservie par le TGV et les TER Métrolor.
En 2022, il est prévu que la place soit réaménagée pour l'arrivée du trolleybus en 2024.

## Historique
La place de la République est une place récente, inaugurée en 2000 par Bernadette Chirac.

## Bâtiments remarquables et lieux de mémoire
La place adopte une forme trapézoïdale, étant également arborée. Elle est bordée par le Palais des congrès de Nancy et par la direction centrale de la Banque Kolb.
Elle est ornée d'une sculpture en bronze, partiellement doré, intitulée le Cœur du Grand Nancy, œuvre de Jorge Orta, inaugurée en 2003 à l'occasion des Jeux mondiaux des transplantés.
En 2020 l'artiste Gé Pellini installe une statue de taureau sur la place. Celui-ci fait référence au buffle du blason de Stanislas Leszczynski.